# ACE Tracker
ACE Tracker – program muzyczny typu tracker wyposażony w mechanizm syntezy dźwięku, przeznaczony dla komputerów Atari Falcon. Oparty jest na silniku sekwencera ACE MIDI. Pozwala na tworzenie muzyki na 16 niezależnych ścieżkach z efektami na DSP, dzięki czemu powstają dźwięki nieznane do tej pory w trackerach. Program odczytuje standardowy format MOD, co umożliwia nadanie starym modułom nowego brzmienia. Jako że program używa syntezy do tworzenia brzmień, nie jest konieczne używanie sampli do tworzenia modułów.

## Wymagania
Minimalna konfiguracja:
- Atari Falcon 030
- 4 MB ST-RAM
- monitor VGA lub RGB

Przy rozbudowanych utworach zalecane są karty procesorowe takie jak Afterburner40, CT2 lub CT60.